# Biston albicollis
Biston albicollis là một loài bướm đêm trong họ Geometridae.